# 塞維爾河
塞維爾河（英語：Sevier River）是美国犹他州西南部大盆地的一條400英里（640公里）長的河流。該河發源於布萊斯峽谷國家公園以西，向北流經塞維爾高原西側一系列的山谷和峽谷，最終流入塞維爾沙漠中的塞維爾湖。它沿途被廣泛用於灌溉，導致塞維爾湖經常乾涸。
塞維爾河流域面積11,574平方英里（29,980平方公里），覆蓋猶他州13%以上的面積，包括10個縣的部分地區，其中該河流經其中7個縣。這條河的名字源自西班牙語Río Severo，意為“暴力之河”。塞維爾河是猶他州最長的河流。